# Gravé sur chrome
Gravé sur chrome (titre original : Burning chrome) est un recueil de nouvelles cyberpunk écrit par William Gibson et publié en 1986. Il a été publié en France aux éditions La Découverte en 1987  (ISBN 2-7071-1701-3).

## Contenu du recueil
- Johnny Mnemonic ((en) Johnny Mnemonic, 1981)
- Fragments de rose en hologramme ((en) Fragments of a Hologram Rose, 1977)
- Le Genre intégré ((en) The Belonging Kind, 1981)Écrit avec John Shirley.
- Hinterlands ((en) Hinterlands, 1981)
- Étoile rouge, blanche orbite ((en) Red Star, Winter Orbit, 1983)Écrit avec Bruce Sterling.
- Hôtel New Rose ((en) New Rose Hotel, 1981)
- Le Marché d'hiver ((en) The Winter Market, 1986)
- Duel aérien ((en) DogFight, 1985)Écrit avec Michael Swanwick.
- Gravé sur chrome ((en) Burning Chrome, 1982)